# Salvadoraanse presidentsverkiezingen 1972
Op 20 februari 1972 vonden Salvadoraanse presidentsverkiezingen plaats. Deze werden gewonnen door de kandidaat van de regerende partij Partido de Conciliación Nacional (PCN), kolonel Arturo Armando Molina. Pas op 1 juli 1972, na een staatsgreep door het leger, werd hij verkozen door het parlement en legde hij de eed af als president van El Salvador.
De uitslag van de presidentsverkiezingen werd pas na vier dagen bekendgemaakt. Molina haalde ongeveer 10.000 stemmen meer dan de kandidaat van de linkse coalitie van christendemocraten, sociaaldemocraten en nationaal-revolutionairen, José Napoleón Duarte. Op 12 maart volgden parlementsverkiezingen. Hierbij haalde de PCN 38 van de 52 zetels. De oppositie uitte scherpe kritiek op de uitslagen van beide verkiezingen. Molina had al voormalig secretaris van zittend president Fidel Sánchez Hernández de beschikking over het ganse regeringsapparaat en de lange duur tussen de verkiezing en de bekendmaking voedde de vermoedens van fraude. Een deel van het leger steunde de oppositie en zette op 25 maart president Sánchez Hernández af. Een ander deel van het leger waaronder de luchtmacht wist na een bloedige strijd met meer dan 150 doden de opstandige militairen te verslagen en de gevangen president te bevrijden. De staat van beleg werd afgekondigd en er volgden talrijke arrestaties, waaronder die van oppositiekandidaat Duarte.
Omdat Molina niet met een absolute meerderheid was verkozen, moest zijn verkiezing worden bevestigd door het parlement. Dit gebeurde op 1 juli 1972 en vervolgens legde Molina de eed af als nieuwe president.